# Heterochordeumatidae
Heterochordeumatidae är en familj av mångfotingar. Heterochordeumatidae ingår i ordningen vinterdubbelfotingar, klassen dubbelfotingar, fylumet leddjur och riket djur. Enligt Catalogue of Life omfattar familjen Heterochordeumatidae 5 arter. 
Kladogram enligt Catalogue of Life:
| Heterochordeumatidae | \| \| Heterochordeuma \| \| \| \| \| \| Infulathrix \| \| \| \| |
|                      | \| \| Heterochordeuma \| \| \| \| \| \| Infulathrix \| \| \| \| |
|                      | Heterochordeuma                                                 |
|                      |                                                                 |
|                      | Infulathrix                                                     |
|                      |                                                                 |